# Куркури
Куркури́ (фр. Courcoury) — коммуна во Франции, находится в регионе Пуату — Шаранта. Департамент коммуны — Шаранта Приморская. Входит в состав кантона Сент-Восток. Округ коммуны — Сент.
Код INSEE коммуны — 17128.

## Население
Население коммуны на 2010 год составляло 713 человек.
| 1962 | 1968 | 1975 | 1982 | 1990 | 1999 | 2010 |
| ---- | ---- | ---- | ---- | ---- | ---- | ---- |
| 534  | 528  | 471  | 525  | 546  | 567  | 713  |